# Benito Bollati
Benito Bollati (Canegrate, 14 de marzo de 1926-Milán, 24 de enero de 2023) fue un político y abogado italiano.

## Carrera política
De joven se sumó al nacimiento de la República Social Italiana, siendo juzgado al final del conflicto por colaboracionismo.
En 1968 luchó contra el Movimiento Estudiantil y otros grupos de la izquierda extraparlamentaria en la Biblioteca Calvairate. En 1975 fue atacado por desconocidos y sufrió graves traumatismos físicos.
Fue diputado en la VI y VII legislatura en las filas del Movimiento Social Italiano-Derecha Nacional. Ingresó a la VI legislatura como sucesor en 1974. Durante la VII legislatura, en la que fue elegido directamente, ocupó el cargo de secretario en el grupo MSI-DN. Su mandato parlamentario finalizó en 1979.
Además de su actividad política (también fue consejero regional de Lombardía de 1980 a 1990), ejerció la profesión de abogado en Milán, siendo colegiado desde 1956.
Al nacer Alianza Nacional abandonó la política activa, rechazando el giro moderado del partido.
Murió en Milán el 24 de enero de 2023 a los noventa y seis años.